# By the Gun
By the Gun (bra: No Rastro da Bala) é um filme dirigido por James Mottern lançado em 2014 nos Estados Unidos sobre Nick Tortano, um gangster emergente de Boston que arrisca a vida das pessoas ao seu redor depois que ele decide fazer negócios sem a aprovação do chefe.

## Elenco
- Ben Barnes .... Nick Tortano
- Leighton Meester ... Ali Matazano
- Harvey Keitel ... Salvatore Vitaglia
- Kenny Wormald ... Vito Tortano
- Toby Jones ... Jerry
- Paul Ben-Victor ... Vincent Tortano
- Ritchie Coster ... Tony Matazano
- Slaine ... George Mullins
- William Xifaras ... Guarda de Salvatore
- Jay Giannone ... Joe
- Armen Garo ... Angelo
- Billy 'V' Vigeant ... Mafia Boss
- William Bloomfield ... Mob Boss
- Michael Yebba ... Big Victor
- Robert Masiello ... Lounge Patron

## Recepção
No agregador de críticas Rotten Tomatoes, que categoriza as opiniões apenas como positivas ou negativas, o filme tem um índice de aprovação de 40% calculado com base em 5 comentários dos críticos. John DeFore, do The Hollywood Reporter, chamou-o de um previsível e clichê filme da máfia. Robert Abele, do Los Angeles Times, chamou-o de "um forte candidato ao filme de máfia mais preguiçoso já feito". Tom Meek, da WBUR-FM, descreveu-o como um filme bem produzido que tem muitos artifícios a serviço para desenvolver o enredo.